# Kelley Jakle
Kelley Alice Jakle (Carmichael, 27 de junho de 1989) é uma atriz e cantora americana. Ela é mais conhecida por seu papel como Jessica em Pitch Perfect e Pitch Perfect 2.

## Biografia
Kelley Jakle é ativa na música desde cedo, ela fez parte do Coro Infantil de Sacramento, cantou The Star-Spangled Banner em eventos esportivos (incluindo um jogo do San Francisco 49ers em 2006) e fez audição para o American Idol. Em 2003, começou a escrever música acompanhando-se no piano.
Depois de se formar na Loretto High School, frequentou a Universidade do Sul da Califórnia, onde se formou em comunicação. Em 2007, entrou para um dos grupos de a cappella da universidade, SoCal VoCals. Durante seu tempo no grupo, ele ganhou o Campeonato Internacional de Colegiado A Cappella em 2008 e novamente em 2010. Também na época da USC, juntou-se à banda By the Way como vocalista principal. A banda lançou um extended play autointitulado em 2007. Durante seu terceiro ano "junior", Kelley lançou um extended play solo, Spare Change, com uma mistura de faixas produzidas e acústicos. Após se formar, começou a trabalhar como atriz em Los Angeles.
Em 2009, participou da primeira temporada do talent show de a cappella The Sing-Off (NBC) como integrante do grupo The SoCals, que foi o primeiro eliminado da competição. Em 2010, participou da segunda temporada como integrante do grupo The Backbeats, que ficou em terceiro lugar.

## Vida pessoal
Kelley é bisneta do executivo da Major League Baseball Branch Rickey.

## Filmografia

### Cinema
| Ano  | Título          | Personagem |
| ---- | --------------- | ---------- |
| 2012 | Pitch Perfect   | Jessica    |
| 2013 | 42              | Alice      |
| 2015 | Pitch Perfect 2 | Jessica    |

### Televisão
| Ano       | Título                    | Personagem       | Nota                          |
| --------- | ------------------------- | ---------------- | ----------------------------- |
| 2009      | The Sing-Off              | Ela mesma        | 3 episódios                   |
| 2010      | The Sing-Off              | Ela mesma        | 5 episódios                   |
| 2012      | Workaholics               | Recepcionista    | Temporada 3, Episódio 1       |
| 2013      | Adam DeVine's House Party | Cynthia          | Temporada 1, Episódio 1       |
| 2013      | #TheAssignment            | Kelley           | Temporada 1, Episódios 4 e 12 |
| 2014-2015 | Scorpion                  | Janice Keller    | Temporada 1, Episódios 1 e 16 |
| 2015      | Titio Avô                 | Vozes adicionais | Temporada 1, Episódio 45      |
| 2015      | Resident Advisors         | Leslie           | Temporada 1, Episódios 6 e 7  |

## Internet
| Ano  | Título                         | Personagem | Nota         |
| ---- | ------------------------------ | ---------- | ------------ |
| 2015 | Climate Change Deniers' Anthem | Cantora    | Funny or Die |

## Discografia

### Extended plays
- By the Way (2007)
- Spare Change (2008)

### Singles
- "Ain't It Fun (Jakle & Sontag Remix)" (2013)
- "For Love" (2013)
- "Free Fallin'" (2013)
- "When You Say Nothing at All" (2013)
- "My Best Case" (2014)
- "Favourite Part of Me" (2014)
- "Best Goodbye" (2015, em homenagem a Abby Wambach)[7]